# Den gyllene rosen

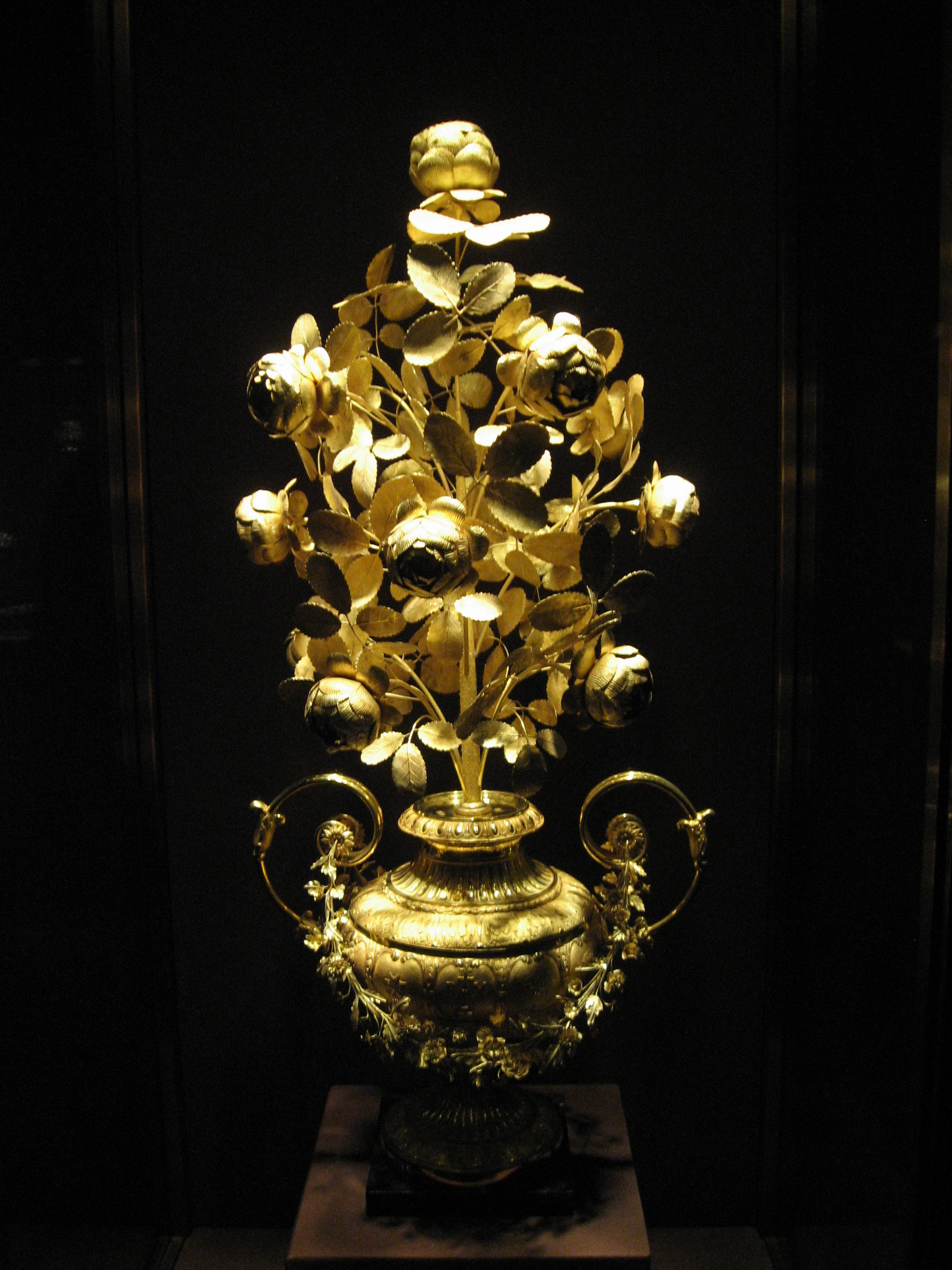
Den gyllene rosen av Giuseppe och Pietro Paolo Spagna, cirka 1818/1819. Nu i det kejserliga slottet Hofburg i Wien.

Den gyllene rosen är en utmärkelse som påvar i århundraden har brukat utdela varje år till kyrkor, korporationer eller framstående enskilda personer. Rosen brukar vara utförd i en naturalistisk stil med stjälk, blad, blommor och knoppar. Den är smidd av rent guld och ofta besatt med ädelstenar; vanligen safirer eller diamanter. Ibland är den placerad i en vas eller kruka. Rosen invigs under högtidliga former av påven i kardinalkollegiets närvaro på rosensöndagen (midfastosöndagen), det vill säga fjärde söndagen i fastan.
Man har tidigare trott att det var påve Urban V (1362-1370) som 1366 skulle ha invigt den första gyllene rosen, men traditionen kan vara åtminstone ett halvt årtusende äldre. Dess första säkra belägg stammar från året 1051, då Leo IX (1049-1054) omnämner överlämnandet av en gyllene ros till särskilt bemärkta personer som en gammal sed. Hedersbetygelsen bör redan då, som ofta senare, ha haft politiska syften.
Efter 1759, då Clemens XIII (1758-1769) gav rosen till dogen av Venedig, kom denna hedersbetygelse uteslutande att tilldelas personer av furstlig börd eller kyrkliga institutioner. Sedan 1700-talet har rosen aldrig givits till någon man, varför den så småningom har kommit att ses som en kvinnlig utmärkelse. Påve Benedictus XV (1914-1922) avbröt traditionen att dela ut guldrosor, men den återupptogs av hans efterträdare Pius XI (1922-1939). Välsignandet av rosen äger rum varje år, men om ingen värdig mottagare har blivit utsedd stannar rosen kvar i Vatikanen. Den gyllene rosen anses vara en av den katolska kyrkans förnämsta utmärkelser. Sedan Pius XII:s (1939 - 1958) död har den dock aldrig utdelats till personer utan endast till platser; främst vallfartsorter, kyrkor och helgedomar.